# Kammer für Arbeiter und Angestellte für Niederösterreich
Die Kammer für Arbeiter und Angestellte für Niederösterreich (weitere Schreibweisen: AK Niederösterreich, Arbeiterkammer Niederösterreich, Niederösterreichische Arbeiterkammer, NÖ Arbeiterkammer) ist die gesetzliche Interessenvertretung der etwa 584.000 (Stand 2023) Arbeitnehmer in Niederösterreich. Die AK Niederösterreich verfügt über 21 Bezirksstellen und 3 Servicestellen sowie die Zentrale in St. Pölten. Die neue Bezirksstelle Baden wurde am 3. Juni 2022 eröffnet.

## Aufgabengebiete
Die AK Niederösterreich und die Bundesarbeitskammer als bundesweite Dachorganisation setzen als gesetzliche Interessenvertretungen gemeinsam mit dem Österreichischen Gewerkschaftsbund (ÖGB) und den Fachgewerkschaften im Rahmen der Sozialpartnerschaft die Rechte der Arbeitnehmer durch. Ihre Hauptaufgabe besteht in der kompetenten Beratung und Rechtsvertretung ihrer 584.000 Mitglieder (Stand 2023) und deren soziale Absicherung im Arbeitsleben, bei Krankheit, Unfall, Pflegebedürftigkeit, Arbeitslosigkeit und Pension. Die Arbeiterkammer setzt sich ein für den Schutz und die Stärkung der Konsumrechte sowie optimale Bildungschancen für alle. Im Vordergrund steht die die Verteilungsgerechtigkeit und Beteiligung der arbeitenden Menschen am steigenden Wohlstand, und eine Chancengleichheit im Arbeitsleben und beim Zugang zum Arbeitsmarkt und Bildung.

### Politische Arbeit
Neben Präsidium und Vorstand leisten vor allem die Ausschüsse sowie die Kammerräte politische Arbeit für die Arbeitnehmer. Sie werden bei der Interessenvertretung von den Experten des Kammerbüros unterstützt.

### Gesetzgebung
Die AK Niederösterreich arbeitet im Rahmen der Sozialpartnerschaft auch bei der Entstehung von Gesetzen mit. Die Experten des Kammerbüros begutachten bei ihrer interessenpolitischen Tätigkeit Gesetzesentwürfe der Landes- und der Bundesregierung mit dem Ziel, Verbesserungen für die Arbeitnehmer zu erreichen. Darüber hinaus formuliert die AK Niederösterreich auch eigene Gesetzesvorschläge.

### Verwaltung
Im Rahmen der Verwaltung vertreten die Experten der AK Niederösterreich die Interessen der Arbeitnehmer durch die Kontrolle von Arbeitnehmerschutzeinrichtungen. Darüber hinaus wirken Vertreter, Experten und Kammerräte der AKNÖ bei Kommissionen, Gremien und Beiräten mit. Ein weiteres Aufgabengebiet der Experten der NÖ Arbeiterkammer ist die Begutachtung von Verordnungen.

### Gerichtsbarkeit
Neben der Mitwirkung am Gesetzgebungsprozess und der Verwaltung beteiligt sich die AK Niederösterreich an der Gerichtsbarkeit. Dabei macht die AK Niederösterreich Vorschläge für Laienrichter bei Arbeits- und Sozialgerichten sowie für Beisitzer beim Kartellgericht.

## Organisation und Struktur
Alle fünf Jahre wählen die niederösterreichischen Beschäftigten 110 Kammerräte. Zweimal jährlich treffen die Kammerräte in der Vollversammlung zusammen, um die Positionen der Arbeiterkammer zu aktuellen interessenpolitischen Entwicklungen zu formulieren. Die Beschlüsse der Vollversammlung in Form von Resolutionen geben den interessenpolitischen Rahmen für die Tätigkeit der Arbeiterkammer vor. Die Kammerräte wählen in der konstituierenden Vollversammlung aus ihren Reihen das Präsidium und die übrigen Mitglieder des Vorstandes. Im Vorstand werden unter anderem die Vollversammlungen vorbereitet, der Jahresvoranschlag und der Rechnungsabschluss genehmigt sowie die Durchführung größerer Vorhaben der Arbeiterkammer beschlossen. Der Vorstand setzt zur Unterstützung seiner Arbeit Ausschüsse ein. Diese nach Themenbereichen organisierten Ausschüsse erstellen und beraten unter anderem Stellungnahmen zu Gesetzesvorhaben und Verordnungen. Dabei werden die Kammerräte von den Experten des Kammerbüros unterstützt. Im Gegensatz dazu sind die Fachausschüsse nach bestimmten Arbeitnehmergruppen gegliedert. In Fachausschüssen können auch Arbeitnehmer mitarbeiten, die kein Mandat als Kammerrat ausüben. Der Kontrollausschuss kontrolliert die Gebarung der Arbeiterkammer auf die Einhaltung der gesetzlichen Rahmenbedingungen. Die NÖ Arbeiterkammer besteht aus über 500 Beschäftigten, davon 360 Experten, die unter der Leitung des Direktors und seiner Stellvertreter die Grundsatzbeschlüsse vorbereiten und die beschlossenen Programme und Vorhaben umsetzen. Interessenpolitische Arbeit und die Beratungstätigkeit der Mitglieder sind die Schwerpunkte der Tätigkeit des Kammerbüros.

## Leistungen und Erfolge
Im Jahr 2020 haben die 330 Fachleute der Arbeiterkammer für die Arbeitnehmer 57,2 Millionen Euro gesichert. 2.400 Mal musste sie im Arbeits- und Sozialrecht für die Mitglieder vor Gericht gehen. Im Jahr 2023 haben die 360 Fachleute der Arbeiterkammer für die Arbeitnehmerinnen und Arbeitnehmer rund 110,3 Millionen Euro direkt gesichert. Im Jahr 2024 haben die Fachleute der Arbeiterkammer für die Arbeitnehmerinnen und Arbeitnehmer 121,6 Millionen Euro gesichert.

## Aktuelle Themen
Die Arbeiterkammer weitet ihre Serviceleistungen in der Zukunft aus, sodass neue Angebote in den Schlüsselbereichen Bildung, Pflege und Wohnen zur Verfügung stehen werden. Zudem startet eine große Digitalisierungsoffensive, um die Arbeitnehmer fit für die Zukunft zu machen – österreichweit werden dafür in den nächsten fünf Jahren 150 Mio. Euro zur Verfügung stehen. Die Digitalisierungsoffensive als Herzstück des Zukunftsprogramms gibt Zuversicht: die Niederösterreicher sollen dadurch zu „Digitalisierungsgewinnern“ werden und vom digitalen Wandel ebenso profitieren wie die Wirtschaft.

## Geschichte
Am 20. Juli 1945 wurde der Beschluss der provisorischen österreichischen Staatsregierung zur Wiedererrichtung der Kammer für Arbeiter und Angestellte gefasst. Dieser Beschluss bedeutete de facto die Wiederherstellung der Rechtssituation von 1920/21. Für die Bundesländer Wien, Niederösterreich und Burgenland wurde dabei analog zur Handelskammer eine gemeinsame Kammer für Arbeiter und Angestellte installiert. Am 25. August 1945 fand die erste Vollversammlung der Kammer für Arbeiter und Angestellte für Wien, Niederösterreich und Burgenland statt. Der erste Schritt zur Realisierung einer eigenen Kammer für Arbeiter und Angestellte für Niederösterreich wurde am 22. Mai 1947 mit der konstituierenden Sitzung der „Landesgruppe für Niederösterreich“ innerhalb der Arbeiterkammer für Wien, Niederösterreich und Burgenland getan. Nach kurzer Zeit war klar geworden, dass die Struktur einer eigenen Landesgruppe in absehbarer Zeit zu einer selbständigen Landeskammer führen würde. Schließlich fand am 6. Oktober 1948 im großen Sitzungssaal des Niederösterreichischen Landhauses im Beisein von Bundespräsident Karl Renner, Bundeskanzler Leopold Figl sowie Vertretern der sowjetischen Besatzungsmacht die Konstituierung der Kammer für Arbeiter und Angestellte für Niederösterreich statt. Erster Präsident der Niederösterreichischen Arbeiterkammer wurde Josef Fuchs. Ein Jahr nach der konstituierenden Vollversammlung wurden am 23. und 24. Oktober 1949 die ersten freien Kammerwahlen durchgeführt. Dabei fand die Wahl der Kammervollversammlung in drei Wahlkörpern statt: Arbeiter, Angestellte und Verkehrsbedienstete. Von 112 Kammerräten entfielen 79 Mandate auf die SPÖ, 18 auf die ÖVP und 15 auf die KPÖ. Wahlberechtigt waren 183.731 niederösterreichische Arbeitnehmer.
Am 20. Juli 1945 wurde der Beschluss der provisorischen österreichischen Staatsregierung zur Wiedererrichtung der Kammer für Arbeiter und Angestellte gefasst. Dieser Beschluss bedeutete de facto die Wiederherstellung der Rechtssituation von 1920/21. Für die Bundesländer Wien, Niederösterreich und Burgenland wurde dabei analog zur Handelskammer eine gemeinsame Kammer für Arbeiter und Angestellte installiert. Am 25. August 1945 fand die erste Vollversammlung der Kammer für Arbeiter und Angestellte für Wien, Niederösterreich und Burgenland statt.
Der erste Schritt zur Realisierung einer eigenen Kammer für Arbeiter und Angestellte für Niederösterreich wurde am 22. Mai 1947 mit der konstituierenden Sitzung der „Landesgruppe für Niederösterreich“ innerhalb der Arbeiterkammer für Wien, Niederösterreich und Burgenland getan. Nach kurzer Zeit war klar geworden, dass die Struktur einer eigenen Landesgruppe in absehbarer Zeit zu einer selbständigen Landeskammer führen würde. Schließlich fand am 6. Oktober 1948 im großen Sitzungssaal des Niederösterreichischen Landhauses im Beisein von Bundespräsident Karl Renner, Bundeskanzler Leopold Figl sowie Vertretern der sowjetischen Besatzungsmacht die Konstituierung der Kammer für Arbeiter und Angestellte für Niederösterreich statt. Erster Präsident der Niederösterreichischen Arbeiterkammer wurde Josef Fuchs. Ein Jahr nach der konstituierenden Vollversammlung wurden am 23. und 24. Oktober 1949 die ersten freien Kammerwahlen durchgeführt. Dabei fand die Wahl der Kammervollversammlung in drei Wahlkörpern statt: Arbeiter, Angestellte und Verkehrsbedienstete. Von 112 Kammerräten entfielen 79 Mandate auf die SPÖ, 18 auf die ÖVP und 15 auf die KPÖ. Wahlberechtigt waren 183.731 niederösterreichische Arbeitnehmer.
In diesen ersten Nachkriegsjahren während der Besatzungszeit bemühte sich die AK Niederösterreich um die Wiedereingliederung von Kriegsheimkehrern in den Arbeitsprozess, schuf eigene Beratungsstellen sowie die Möglichkeit, Bildungsabschlüsse nachzuholen. Nach den Wahlen 1949 richteten die Österreichischen Arbeiterkammern ihr Aufgabengebiet vor allem nach zwei wirtschaftlichen Grundsätzen aus: Vollbeschäftigung und Berücksichtigung der Verbraucherinteressen. Nach der Aufbauphase in den Arbeiterkammern zeigte sich ein Bedarf, Kompetenzen und Aufgaben der AK neu zu regeln. Mit dem neuen Arbeiterkammergesetz 1954 wurden Aufgabenbereiche für die Kammern festgelegt. Bund und Land wurden verpflichtet, bei Gesetzesentwürfen Stellungnahmen der AK einzuholen. Die AK erhielt die gesetzliche Kompetenz, in Fragen der Lehrausbildung mitzuwirken. Erstmals wurden Beratung und Unterstützung der Betriebsräte als Aufgabe gesetzlich verankert. Weiters wurde eine Auskunftspflicht zwischen Arbeiterkammern, Sozialversicherungen, anderen Kammern und Ministerien festgelegt. Die Zugehörigkeit weiterer Gruppen von Arbeitnehmern wurde ebenso verankert, wie die innere Gliederung nach drei Wahlkörpern: Arbeiter, Angestellte und Verkehrsbedienstete. Die seit 1921 bestehenden Sektionen mit getrennten Vertretungsorganen und Geschäftsführungen wurden durch eine Vollversammlung aller Kammerräte ersetzt. Der Österreichische Arbeiterkammertag – als „Dachorganisation“ für alle Arbeiterkammern – erhielt nunmehr die Stellung einer öffentlich-rechtlichen Körperschaft mit eigenen Organen.
Ab den 1960er Jahren erfolgte der Ausbau der Interessenvertretung und der Dienstleistungen der AK Niederösterreich unter Berücksichtigung der wirtschaftlichen Entwicklung. In den 1990er Jahren etablierten sich auf dem Arbeitsmarkt neue Formen der Beschäftigung, die unter dem Begriff der prekären Arbeitsverhältnisse zusammengefasst werden. Die wirtschaftlichen Entwicklungen und Strukturveränderungen führten zu einer steigenden Zahl von arbeits- und sozialrechtlichen Beratungen und gerichtlichen Vertretungen und einem Ausbau der mobilen Beratung, telefonischen Beratung, der Aus- und Fortbildung von Betriebsräten, Preisüberwachungen und Qualitätstests. Die Interessenpolitik konzentrierte sich auf die strukturellen Schwächen der niederösterreichischen Bezirke sowie auf Maßnahmen zur Beseitigung regionaler Schwächen. Um den steigenden Anforderungen an Beratung und Information der Mitglieder gerecht zu werden, begann die AK Niederösterreich Anfang der 1990er Jahre mit der Sanierung alter Bezirksstellen.
Imageschädigende Vorkommnisse wie der Fall Rechberger und eine auf 48 % gesunkene Wahlbeteiligung bei den AK-Wahlen von 1989 führte zu einer Legitimitätskrise und zeigten einen Reformbedarf bei den Arbeiterkammern auf. Der verstärkte politische Reformdruck auf die Arbeitnehmervertretungen führte in der Folge zu einer umfassenden Kammerreform, die eine Erweiterung der Dienstleistungen mit sich brachte. So wurde unter anderem der gesetzliche Anspruch auf Rechtsschutz im Arbeits- und Sozialrecht eingeführt und mehr Transparenz durch die Einführung eines kammerinternen Kontrollausschusses, durch Rechnungshofprüfungen und das Aufsichtsrecht des Arbeits- und Sozialministers sichergestellt. Mitglieder erhielten als Instrumente der direkten Demokratie ein Auskunfts-, Antrags- und Petitionsrecht in den nunmehr öffentlichen Vollversammlungen. Darüber hinaus wurde auch die Zusammenarbeit mit Gewerkschaften und Betriebsräten neu geregelt.
Die AK-Wahl 1994 endete trotz der Reformen im Jahre 1992 mit einer extrem niedrigen Wahlbeteiligung von nur 33,5 % der 430.604 Wahlberechtigten. Es folgten Diskussionen rund um die Pflichtmitgliedschaft, und im Regierungsabkommen 1994 riefen die Regierungsparteien die gesetzlichen Vertretungen dazu auf, ihre Mitglieder zu befragen. Die AK Niederösterreich führte 1996 die Befragung in Betrieben und Betriebsstätten und 200 öffentlichen Abstimmungslokalen sowie mit fliegenden Wahlkommissionen durch. Die Beteiligung in NÖ lag bei 69,29 % und die Zustimmung zur AK lag bei 91,78 %. Schwerpunkt der darauffolgenden AK-Gesetz-Novelle im Jahr 1998 war die Erleichterung des Mitgliederzugangs zur Wahl. So wurden unter anderem auch die Möglichkeit der Briefwahl geschaffen und die Ausdehnung des Wahlzeitraums auf maximal drei Wochen beschlossen.
1995 erfolgte der Beitritt Österreichs zur Europäischen Union, der die wirtschaftliche Entwicklung Niederösterreichs ebenfalls maßgeblich beeinflusste. Im Vorfeld der Volksabstimmung über den EU-Beitritt Österreichs im Jahr 1994 diskutierten AKNÖ-Vertreter bei Enqueten, in Betrieben und anderen Veranstaltungen mit Beschäftigten über die Vor- und Nachteile eines Beitritts. Einer durchaus abwartenden Haltung folgte schließlich auch das JA der Arbeitnehmervertretung zum österreichischen EU-Beitritt. AK Niederösterreich-Vertreter waren bei den Beitrittsverhandlungen eingebunden. Der Kampf der Arbeiterkammer gegen die Verschlechterung der Rahmenbedingungen für die Arbeitnehmer mündete bei der AK-Wahl im Jahr 2000 in einer gestiegenen Wahlbeteiligung von über 50,8 % der 381.435 Wahlberechtigten. Durch dieses Wahlergebnis gestärkt, startete die Arbeiterkammer im Jahr 2001 das Reformprogramm „AK plus“, das bis 2004 Investitionen in der Höhe von 11 Millionen Euro in neue Angebote für Arbeitnehmer vorsah, wie etwa Konsumentenrechtsschutz, 100 Euro Bildungsbonus für EDV- und Sprachkurse sowie Angebote für Wiedereinsteiger.
Es entstanden ein modernisiertes Internet-Info-Portal sowie Implacementstiftungen, Steuersparwochen (Hilfe bei der Arbeitnehmerveranlagung) in den Bezirksstellen, arbeits- und sportmedizinische Vorsorgeuntersuchungen, Bildungszentrum in Hirschwang. Der Service-Offensive der Arbeiterkammer seit 2001 stand ein zunehmend schwerer werdender politischer Kampf für die Interessen der Arbeitnehmer gegenüber. Am 1. Mai 2004 traten die Staaten Estland, Lettland, Litauen, Polen, Tschechien, Slowakei, Ungarn, Slowenien, Malta und Zypern der Europäischen Union bei. Die AKNÖ setzte sich in diesem Zusammenhang für bis 2011 geltende Übergangsregelungen bei der Freizügigkeit des Arbeitsmarktes und der Dienstleistungen ein. Bei der AK-Wahl im Jahr 2004 stieg die Wahlbeteiligung in Niederösterreich noch einmal auf über 54,6 %. Der in den 1990er Jahren begonnene Bezirksstellenumbau und -Neubau ging in die letzte Phase. 2007 erfolgte die verfassungsrechtliche Verankerung der Kammern sowie der Sozialpartnerschaft.

## Präsidium
Präsident ist Markus Wieser (FSG). Vizepräsidentin bzw. Vizepräsident sind Angela Fischer (FSG), Thomas Schäffer (FSG), Gerhard Seban (FSG) und Horst Pammer (FSG).

## Wahlen 2024
Wahlberechtigt waren 489.766 Arbeitnehmer. Abgegeben wurden insgesamt 170.743 Stimmen. Die Wahlbeteiligung liegt damit bei 34,9 %. Die Fraktion Sozialdemokratischer Gewerkschafter (FSG) erreichte die absolute Mehrheit mit 72 von 110 Mandaten in der Vollversammlung der AK Niederösterreich. Die Volkspartei NÖAAB-FCG erreichte 16 Mandate, die Freiheitlichen Arbeitnehmer 15 Mandate, die AUGE/UG vier Mandate, die Grünen Gewerkschafter NÖ ein Mandat und die LISTE PERSPEKTIVE – Ing. Yusuf Avci (LP) ein Mandat.

## Finanzierung
Die AK wird nur von ihren Mitgliedern finanziert und ist daher nur den Mitgliedern verpflichtet. Der AK-Beitrag bei einem mittleren Einkommen beträgt rund 11 Euro netto im Monat (Stand 2024). Der maximale AK-Beitrag beträgt rund 15 Euro netto im Monat.

## Bezirks- und Servicestellen

### Bezirksstellen
- Amstetten
- Baden
- Gänserndorf
- Gmünd
- Hainburg
- Hollabrunn
- Horn
- Korneuburg
- Krems
- Lilienfeld
- Melk
- Mistelbach
- Mödling
- Neunkirchen
- Scheibbs
- Schwechat
- St. Pölten
- Tulln
- Waidhofen
- Wr. Neustadt
- Zwettl

### Servicestellen
- Shopping City Süd
- Flughafen Schwechat
- Servicecenter Wien